# Emil Müller (Ringer)
Emil Müller (* 27. Februar 1949 in Mainz) ist ein ehemaliger deutscher Ringer. Er war vielfacher deutscher Meister in beiden Stilarten und Medaillengewinner bei Europameisterschaften im Bantamgewicht. 

## Werdegang
Emil Müller wuchs in Mainz auf und begann im Alter von sechs Jahren beim ASV Mainz 1888 mit dem Ringen. Wie damals im Nachwuchsbereich üblich, betätigte er sich dabei in beiden Stilarten, dem griechisch-römischen und dem freien Stil. Mit 14 Jahren wurde er 1963 im griechisch-römischen Stil erstmals deutscher Jugendmeister in der Gewichtsklasse bis 40 kg Körpergewicht (KG). Zu dieser Zeit gab es im Nachwuchsbereich nur die Altersgruppe der Jugendlichen, die vom 14. bis zum 18. Lebensjahr ging und die Altersgruppe der Junioren vom 19. bis zum 21. Lebensjahr. Internationale Meisterschaften im Nachwuchsbereich wurden Ende der 1960er Jahre eingeführt. Emil Müller nahm aber an keiner dieser Meisterschaften teil.
1965 gewann Emil Müller erneut die deutsche Jugendmeisterschaft im griech.-röm. Stil in der Gewichtsklasse bis 52 kg KG, der im Jahre 1967, wieder im griech.-röm. Stil in der Gewichtsklasse bis 52 kg KG, der dritte Jugendmeistertitel folgte. Im Juniorenbereich setzte er seine Erfolge nahtlos fort, denn in dieser Altersgruppe gewann er 1966 im Fliegengewicht, freier Stil, 1968 im Bantamgewicht in beiden Stilarten. 1969 holte er sich den Juniorentitel im griech-röm. Stil und 1970, seinem letzten Juniorenjahr wurde er im Bantamgewicht noch einmal Doppelmeister.
1967 startete Emil Müller erstmals bei den deutschen Meisterschaften der Senioren und wurde im freien Stil im Fliegengewicht hinter Rolf Lacour aus Köllerbach gleich deutscher Vizemeister. Deutscher Meister wurde er dann 1968 im griechisch-römischen Stil im Fliegengewicht, 1969 im griechisch-römischen Stil im Bantamgewicht sowie 1971, 1974 und 1975 jeweils im freien Stil im Bantamgewicht. Dazu wurde er noch einige Male deutscher Vizemeister. Mit dem ASV Mainz 1888 wurde er schließlich in den Jahren 1973 und 1977 deutscher Mannschaftsmeister.
Im Jahre 1971 wurde Emil Müller erstmals bei einer internationalen Meisterschaft eingesetzt. Er startete dabei in Sofia im Bantamgewicht. Er kam in seinem ersten Kampf zu einem Sieg über den Schweizer B. Müller, verlor in seinem zweiten Kampf gegen den Olympiasieger und Weltmeister Hideaki Yanagida aus Japan und wurde in seinem dritten Kampf zusammen mit dem Südkoreaner Choi Seung-gil wegen Passivität von der Matte gestellt. Er belegte damit in der Endabrechnung den 14. Platz.
Im Jahre 1972 schaffte Emil Müller die Qualifikation für die Olympischen Spiele in München nicht. Zu seinen nächsten Einsatz bei einer internationalen Meisterschaft kam er erst wieder 1974. Er stellte sich dabei bei der Europameisterschaft in Madrid im freien Stil im Bantamgewicht in hervorragender Form vor. Er siegte dort über Amrik Singh Gill aus Großbritannien, Georgios Hatzioannidis, Griechenland, Pavle Jovanov aus Jugoslawien und Gheorghe Dobranel aus Rumänien und rang gegen Roin Dobordschenidse aus der UdSSR unentschieden. Gegen Hans-Dieter Brüchert aus der DDR und Pano Schelew aus Bulgarien verlor er. Er kam damit auf den 3. Platz und gewann eine EM-Bronzemedaille.
Nicht so gut lief es für ihn bei der Weltmeisterschaft 1974 in Istanbul, denn er unterlag dort gegen Gheorghe Dobranel und Pano Zelew und kam nur auf den 14. Platz.
In den Jahren 1970 und 1971 bestritt Emil Müller für die BRD sechs Länderkämpfe. Er kam dabei zu zwei Siegen und einem Unentschieden. Gegen die Weltklasseringer Iwan Schamow aus Bulgarien, Ion Baciu und Ion Păun aus Rumänien verlor er jeweils. 
Emil Müller blieb auch nach dem Ende seiner aktiven Laufbahn dem Ringen und dem ASV Mainz 1988 treu verbunden. Er übte im Laufe der Jahre viele Ämter in seinem Verein aus und war auch lange Jahre lang Trainer. Zurzeit (2010) ist er zweiter Vorsitzender des ASV Mainz 1888.

## Internationale Erfolge
| Jahr | Platz | Wettbewerb                  | Stil | Gewichtsklasse | |
| 1970 | 3.    | Klippan-Turnier             | GR   | Bantam         | hinter Jürgen Penquitt, DDR u. Lars-Erik Skiöld, Schweden |
| 1971 | 14.   | WM in Istanbul              | F    | Bantam         | nach einem Sieg über B. Müller, Schweiz, einer Niederlage gegen Hideaki Yanagida, Japan sowie einer Doppel-Disqualifikations-Niederlage im Kampf gegen Choi Seung-gil, Südkorea                                                                                                   |
| 1972 | 6.    | Intern. Turnier in Zakopane | F    | Bantam         | hinter Zbigniew Żedzicki, Polen, László Klinga, Ungarn, Reinhard Mehlhorn, DDR, Markow, Bulgarien u. Eduard Giray, BRD |
| 1974 | 3.    | EM in Madrid                | F    | Bantam         | mit Siegen über Amrik Sing Gill, Großbritannien, Georgios Hatzioannidis, Griechenland, Pavle Jovanov, Jugoslawien u. Gheorghe Dobranel, Rumänien, einem Unentschieden gegen Roig Dobordschenidse, UdSSR u. Niederlagen gegen Hans-Dieter Brüchert, DDR u. Pano Schelew, Bulgarien |
| 1974 | 14.   | WM in Istanbul              | F    | Bantam         | nach Niederlagen gegen Gheorghe Dobranel u. Pano Zelew |

## Deutsche Meisterschaften
| Jahr | Platz | Altersgruppe | Stil | Gewichtsklasse | Ergebnis                                                          |
| 1963 | 1.    | Jugend A     | GR   | bis 40 kg KG   | vor Wilfried Klaus, Witten u. Franz Nalepka, Viernheim            |
| 1964 | 2.    | Jugend A     | F    | bis 43 kg KG   | hinter Konrad Oosterbeek, Köln u. vor Benno Stock, Dettingen      |
| 1965 | 1.    | Jugend A     | GR   | bis 52 kg KG   | vor Jürgen Maier, Oftersheim u. Günter Schmoll, Neckargartach     |
| 1966 | 2.    | Jugend A     | F    | bis 52 kg KG   | hinter Berthold Vogelmann, Dewangen u. vor Horst Nettesheim, Köln |
| 1966 | 1.    | Junioren     | F    | Fliegen        | vor Berthold Vogelmann u. Horst Nettesheim                        |
| 1967 | 1.    | Jugend A     | GR   | bis 52 kg KG   | vor Jürgen Beck, Bretzenheim u. Eduard Giray, Wollmatingen        |
| 1967 | 1.    | Junioren     | GR   | Bantam         | vor Ernst Abele, Aalen u. Roland Götz, Königsbronn                |
| 1967 | 2.    | Senioren     | F    | Fliegen        | hinter Rolf Lacour, Köllerbach, vor Manfred Zalesiak, Dortmund    |
| 1968 | 1.    | Junioren     | GR   | Bantam         | vor Walter Haun, Gailbach u. Eduard Giray, Freiburg               |
| 1968 | 1.    | Junioren     | F    | Bantam         | vor Detlef Schmengler, Hochfeld u. Rolf Schuler, Erlangen         |
| 1968 | 1.    | Senioren     | GR   | Fliegen        | vor Albert Wieser, Bad Reichenhall u. Erwin Drywa, Witten         |
| 1969 | 1.    | Junioren     | GR   | Bantam         | vor Eduard Giray u. Heini Eibauer, Schorndorf                     |
| 1969 | 1.    | Senioren     | GR   | Bantam         | vor Hans-Jürgen Veil, Friesenheim u. Hans Edfelder, Anger         |
| 1970 | 1.    | Junioren     | GR   | Bantam         | vor Wilhelm Barie, Dettingen u. Siegfried Veil, Friesenheim       |
| 1970 | 1.    | Junioren     | F    | Bantam         | vor Gerhard Weisenberger, Kleinostheim u. Wilhelm Barie           |
| 1970 | 3.    | Senioren     | GR   | Bantam         | hinter Paul Neff, Schifferstadt u. Hans-Jürgen Veil               |
| 1971 | 2.    | Senioren     | GR   | Bantam         | hinter Hans-Jürgen Veil, vor Siegfried Veil, Ludwigshafen         |
| 1971 | 1.    | Senioren     | F    | Bantam         | vor Eduard Giray u. Paul Neff                                     |
| 1972 | 3.    | Senioren     | F    | Bantam         | hinter Eduard Giray u. Paul Neff                                  |
| 1974 | 1.    | Senioren     | F    | Bantam         | vor Hans Buschkowski, Haslach u. Willi Wollschläger, Hallbergmoos |
| 1975 | 1.    | Senioren     | F    | Bantam         | vor Fr. Oehler, Lahr-Kuhbach u. Siegfried Veil                    |
| 1976 | 2.    | Senioren     | F    | Bantam         | hinter Hans Buschkowski, Urloffen u. vor H. Feindel, Appenweier   |